# Kašel
Kašel (lat. tussis) je prudký a zpravidla hlasitý výdechový manévr. Vykašlávání (expektorace) je obranná reflexní akce, která směřuje k uvolnění dýchacích cest od hlenu, sputa (sliny, chrchle) a jakýchkoliv jiných cizorodých těles, které blokují či dráždí dýchací cesty.
Kašel zpravidla vzniká chemickým či mechanickým podrážděním receptorů na sliznici. Kašel začíná krátkým vdechem, po němž následuje mohutný výdech.
Kašel může mít celou řadu příčin. Jsou to především bronchiální astma, jícnový reflux a chronické infekce dutin a nosohltanu. Výčet možných příčin kašle je však mnohem širší a v některých případech může kašel signalizovat i velmi závažná onemocnění. Správná a rychlá diagnostika kašle je tedy důležitá, i když náročná. Vyžaduje nejmodernější technické vybavení a nejzkušenější plicní lékaře.
Běžný kašel trvá průměrně 18 dní (někdy až 4 týdny) a většinou neustupuje dříve než po 2 týdnech (antibiotika se pak podávají často zbytečně). Na běžný kašel pomáhají antitusika, léky zmírňují kašlací reflex. Na vykašlávání se zase používají léky, které ředí hleny a podporují odkašlávání.
Od kašle jakožto symptomu různých onemocnění (dělí se na produktivní a neproduktivní neboli suchý) je třeba odlišovat vleklé bakteriální onemocnění označované jako černý nebo také dávivý kašel, které se v posledních letech opět šíří i v České republice. Anglicky je označován také jako „100-day cough“ neboli 100denní kašel.

## Typy sputa
- vodnaté (serózní)
- vazké (husté)- hlenovité sputum
- bakteriální- vytvoří se hnis (žluté, zelené husté)
- purulentní- hnilobné (anaerobní bakterie)
- sangvinolentní (krvavé)

## Prevence, časná diagnostika a léčba chronického kašle
| Avšak velká část osob chronickými nemocemi trpících nevšímá si valně svého onemocnění, nevědouc, jaké následky míti může. U jedněch objeví se katarrh a trapný kašel, jakmile se nastudí; jiní mají pravidelně katarrh na jaře a na podzim, kašlou a vyhazují; mnozí se při tom poněkud spadnou; avšak přijde zima, uvyknou jí a katarrh opět uleví. (kolem 1897) |
| |

Chronickým kašlem trpí v České republice až 6 % populace. Incidence chronického kašle (který může být posel obstrukční plicní choroby, plicní rakoviny, bronchiálního astmatu i intersticiálních plicních chorob) v ČR stále stoupá. Požadavky na technické i personální vybavení pro prevenci a časnou diagnostiku plicních chorob a pro diferenciální diagnostiku kašle se do velké míry překrývají. Klíčem k prevenci plicních chorob a jejich časným záchytem jsou tudíž moderní vyšetřovací metody. Včasná a exaktní diferenciální diagnostika kašle umožní pacientovi nastoupit cílenou léčbu v raném stádiu onemocnění.
Řada skreeningových metod pro choroby plic pokrývá současně oblast kardiovaskulární i oblast všeobecné interní medicíny, která je doplňovaná dle potřeby o služby praktického lékaře, který se specializuje zejména na primární péči rodinného typu a preventivní medicínu. Často ale pacient vystřídá celou řadu vzájemně nekoordinovaných specialistů z různých oborů (např. interna, pneumologie, alergologie, kardiologie, psychiatrie, ORL atd.), než získá jasnou diagnózu a cílenou terapii.
V ČR, a tedy i v Praze, totiž donedávna zcela chybělo zařízení disponující potřebným personálním i technickým vybavením ke komplexní diferenciální diagnostice kašle. Přitom centra věnující se speciálně tomuto problému jsou ve světě běžná (Cough clinics).

## Tussigení (kašlací) zóna
- nachází se v hrtanu, průdušnici, průduškách a pohrudnici[3]
- nejčastěji ji podráždí hlen, prach, zánět, krev, aspirace předmětů nebo nádor

## Druhy kašle
- suchý kašel – je neproduktivní
- dávivý kašel
- vlhký kašel – nadměrná produkce hlenů
- dráždivý kašel[4]